# Prada Meinhoff
Prada Meinhoff ist eine Electropunk-Band aus Berlin, bestehend aus der Sängerin Christin Nichols und dem Bassisten René Riewer.

## Geschichte
Gegründet wurde das Duo im Sommer 2015. Der erste gemeinsame Auftritt fand im Vorprogramm von Sway Clarke statt. Dort verpflichtete sie Snöt von der Band Tüsn direkt als Vorband für ihre anstehende Deutschland-Tour im Oktober 2016. Auf dem Abschlusskonzert im Urban Spree in Berlin lernten Prada Meinhoff den Musikproduzenten Patrik Majer kennen, der sie auf seinem Label Freudenhaus Recordings unter Vertrag nahm.
Es folgten Shows mit DAF, Peaches, Fischer-Z, Rummelsnuff, eine Support-Tour mit Milliarden sowie Auftritte bei Radio Fritz, Radio Eins, Flux FM und in der Pierre M. Krause Show (SWR Fernsehen).
Prada Meinhoff werden von Maria Thamm von Thammtation Music im Management und Booking vertreten. Creative Art- und Video-Director der Band ist Martin Waldmann.
Das selbstbenannte Debütalbum wurde am 23. Februar 2018 über Freudenhaus Recordings veröffentlicht und über Rough Trade vertrieben.

## Bandmitglieder
Sängerin Christin „Chrissi“ Nichols machte ihr Abitur am Gymnasium am Markt in Bünde und war als Schauspielerin unter anderem in der Rolle der „Maya“ in Luise Brinkmanns Film Beat Beat Heart und in Florian Gottschicks Streifen Fucking Berlin als „Mandy“ zu sehen.
Bassist René Riewer (* 10. September 1987 in Prüm) begann als Zehnjähriger zu Musizieren. Er besuchte in Prüm das Regino-Gymnasium und gründete als Jugendlicher mit zwei Freunden die experimentelle Punk/Funk-Band Gemmatreo. Seine Solo-CD mit dem Titel A fall into myself war unter anderem bei Heloton Multimedia in Prüm erwerbbar. Später war er Bassist bei der Coverband Down Under und stieg dann als 19-Jähriger bei der Kölner Hip-Hop-Band BxDxF ein, die 2005 auf dem Stemweder Open Air auftrat.

## Diskografie
Alben
- 2018: Prada Meinhoff (Freudenhaus Recordings)

Singles
- 2016: Dreck
- 2017: Maske (Freudenhaus Recordings)
- 2017: Express (Freudenhaus Recordings)